# Death Bed
"Death Bed", depois intitulada como Death Bed (Coffee for Your Head) (estilizado em letras minúsculas) é uma música do cantor canadense de lo-fi Powfu, com a cantora e compositora filipina-britânica Beabadoobee. A música foi inicialmente lançada no SoundCloud em 2019; após o contrato de Powfu com a Columbia Records, a música foi relançada no serviços de streaming em 8 de fevereiro de 2020. A música mostra a melodia de 2017 "Coffee", de Beabadoobee, que é creditada como uma referência.
A música se tornou destaque no aplicativo de compartilhamento de vídeo TikTok no início de 2020.

## Composição
A subsidiária britânica da Columbia, a Sony Music, descreveu a canção como um "single de hip-hop lo-fi".